# Károly Rémi
Károly Rémi (Budapest, 1º maggio 1891 – Budapest, 20 dicembre 1914) è stato un nuotatore e pallanuotista ungherese.
Ha iniziato la carriera sportiva gareggiando come nuotatore. Passato in seguito alla pallanuoto, è stato un membro dell'Ungheria, che ha partecipato ai Giochi di Stoccolma 1912.
Arruolatosi nell'esercito, fu ferito durante la prima guerra mondiale e morì a Budapest. Dopo la sua morte è stato istituito il Premio Károly Rémi.